# Skärfläckekolibri
Skärfläckekolibri (Opisthoprora euryptera) är en fågel i familjen kolibrier.

## Utseende
Skärfläckekolibrin är uppkallad efter sin korta näbb som likt skärfläckans näbb är uppböjd på spetsen. Fjäderdräkten är mestadels grön, undertill vitstreckad. På buken har den en beigefärgad anstrykning och bakom ögat syns en vit fläck. Arten liknar hona purpurryggig nålnäbb men skiljs på den distinkta näbbformen.

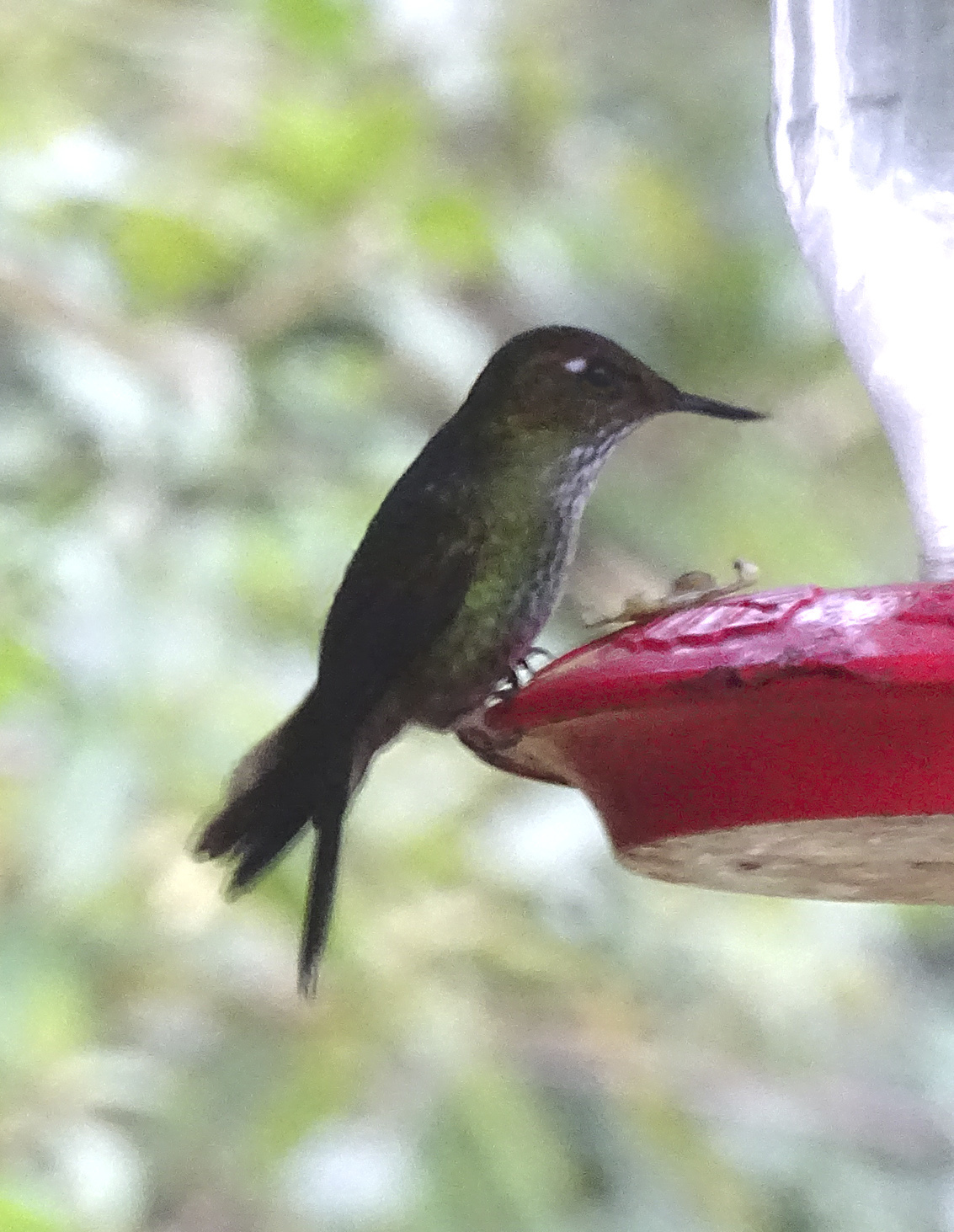

## Utbredning och systematik
Arten är den enda i släktet Opisthoprora. Fågeln förekommer i centrala Anderna i södra Colombia och vidare genom Ecuador till norra Peru (Amazonas till La Libertad). Den behandlas som monotypisk, det vill säga att den inte delas in i några underarter.

## Levnadssätt
Skärfläckekolibrin hittas i höglänta molnskogar. Där ses den vanligen födosöka på blommor vid skogsbryn och i gläntor.

## Status
Arten har ett begränsat utbredningsområde, men beståndet anses vara stabilt. IUCN kategoriserar arten som livskraftig.